# Lux (Saône-et-Loire)
Lux település Franciaországban, Saône-et-Loire megyében. Lakosainak száma 1902 fő (2022. január 1.). Lux Chalon-sur-Saône, Épervans, Saint-Loup-de-Varennes, Saint-Marcel, Saint-Rémy és Sevrey községekkel határos.

## Népesség
A település népességének változása:
| Lakosok száma | 1852 | 1948 | 2029 | 2011 | 2048 | 2067 | 2012 | 1957 | 1902 |
|               | 2013 | 2015 | 2016 | 2017 | 2018 | 2019 | 2020 | 2021 | 2022 |